# الشعيبة (بعدان)

تعديل مصدري - تعديل

الشعيبة هي إحدى قرى عزلة الحرث بمديرية بعدان التابعة لمحافظة إب، بلغ تعداد سكانها 618 نسمة حسب تعداد اليمن لعام 2004.